# Културни артефакт
Културни артефакт је термин који се користи у друштвеним наукама посебно у антропологији, етнологији и социјологији за све што је створио човек а пружа информације о култури његовог творца и корисника.
Културни артефакт је више генерички термин и треба га посматрати кроз две речи сличне конотације али ужег значења, објекте пронађене на археолошком налазишту односно археолошки артефакт али може означавати и објекте модерног и рано модерног друштва илити друштвени артефакти. На пример у антрополошком контексту струг из 17. века, парче фајанса или телевизор све од наведеног пружа обиље информација о времену када су направљени и коришћени.
Културни артефакти било древни или садашњи имају значај зато што пружају увид у: технолошке процесе, економски развој и друштвену структуру између осталога.